# محوطه لای باخ
محوطه لای باخ مربوط به هزاره اول است و در شهرستان سقز، دهستان امام، روستای اینچکه واقع شده و این اثر در تاریخ ۲۵ اسفند ۱۳۸۰ با شمارهٔ ثبت ۵۱۲۲ به‌عنوان یکی از آثار ملی ایران به ثبت رسیده است.